# Cameroceras
Il camerocerato (gen. Cameroceras T.A. Conrad, 1842) è un genere di mollusco cefalopode estinto, vissuto nell'Ordoviciano. Apparteneva ai nautiloidi e fu uno dei più grandi animali dell'era Paleozoica.

## Il gigante dei mari paleozoici
Questo animale era di dimensioni gigantesche: alcuni resti fossili della conchiglia fanno pensare a esemplari lunghi quasi nove metri, anche se successivi studi hanno ipotizzato dimensioni leggermente maggiori. In ogni caso, le dimensioni colossali di questo cefalopode lo rendevano probabilmente un superpredatore del suo habitat. Probabilmente il camerocerato viveva in acque profonde, dal momento che una conchiglia di tali dimensioni e tale rigidità avrebbe impedito all'animale di manovrare il suo corpo in acque basse. È probabile che le sue prede fossero scorpioni di mare (ad es. Megalograptus), grandi trilobiti e altri cefalopodi di dimensioni minori, che catturava con i lunghi tentacoli presenti sul capo.

## Confusione tra le specie
Il genere Cameroceras è stato usato in modo non corretto come “cestino dei rifiuti” per una serie di fossili di grandi nautiloidi a forma conica, tra cui Endoceras, Vaginoceras e Meniscoceras. I generi Cameroceras ed Endoceras sono a volte considerati differenti stadi di crescita di uno stesso genere.
La prima specie descritta fu Cameroceras trentonense, denominata da Conrad nel 1842 sulla base di resti fossili rinvenuti nella Trenton Limestone dello stato di New York.